# Otto-Heinz Seybold
Otto-Heinz Seybold (* 22. Juli 1888 in Düsseldorf; † 16. Juli 1966 in Rendsburg) war ein deutscher Kaufmann und Kommunalpolitiker. Er war erster Landrat des Kreises Rendsburg nach dem Zweiten Weltkrieg, wurde jedoch nach knapp fünfmonatiger Amtszeit entlassen, weil der britischen Militärregierung seine NSDAP-Mitgliedschaft bekannt geworden war.

## Leben
Seybold wuchs als Sohn einer Industriellenfamilie in Düsseldorf auf. Nach dem Abitur am dortigen Realgymnasium studierte er Staats- und Rechtswissenschaften und schloss das Studium als Diplom-Kaufmann ab. Von 1914 bis 1918 nahm er als Offizier am Ersten Weltkrieg teil. Nach Kriegsende arbeitete er fünf Jahre in einem Londoner Unternehmen seines Vaters. Nach seiner Rückkehr hatte er mehrere leitende Stellungen bei Firmen der deutschen Großindustrie und ließ sich schließlich als selbstständiger Kaufmann und Handelsvertreter in Hamburg nieder. Zu Beginn des Zweiten Weltkrieges wurde er wieder als Offizier eingezogen. Nach einer schweren Verwundung schied er am 2. Oktober 1944 als „kriegsbeschädigt“ aus dem Dienst aus. Sein Rang war der eines Hauptmanns der Reserve.
Nach Kriegsende wurde Seybold Angestellter der Kreisverwaltung und war wegen seiner guten englischen Sprachkenntnisse als Dolmetscher tätig. Am 10. Mai 1945 wurde er von der britischen Militärregierung zum Landrat des Kreises Rendsburg ernannt, am 1. Oktober 1945 jedoch wieder entlassen. Ihm wurde mitgeteilt, er sei „not suitable“ für das hohe Amt. Die Militärregierung hatte zum Zeitpunkt seiner Ernennung offenbar noch nichts von dessen NSDAP-Mitgliedschaft gewusst. Seybold war im Mai 1935 in die NSDAP eingetreten. Bis 1939 war Seybold zudem Mitglied der Deutschen Arbeitsfront (DAF) und der Nationalsozialistischen Volkswohlfahrt (NSV) gewesen.
Seybold war verheiratet und hatte eine Tochter. Über berufliche Tätigkeiten nach seiner Amtsenthebung liegen laut „Landräte-Gutachten“ keinerlei Informationen vor.